# Italiani di San Francisco

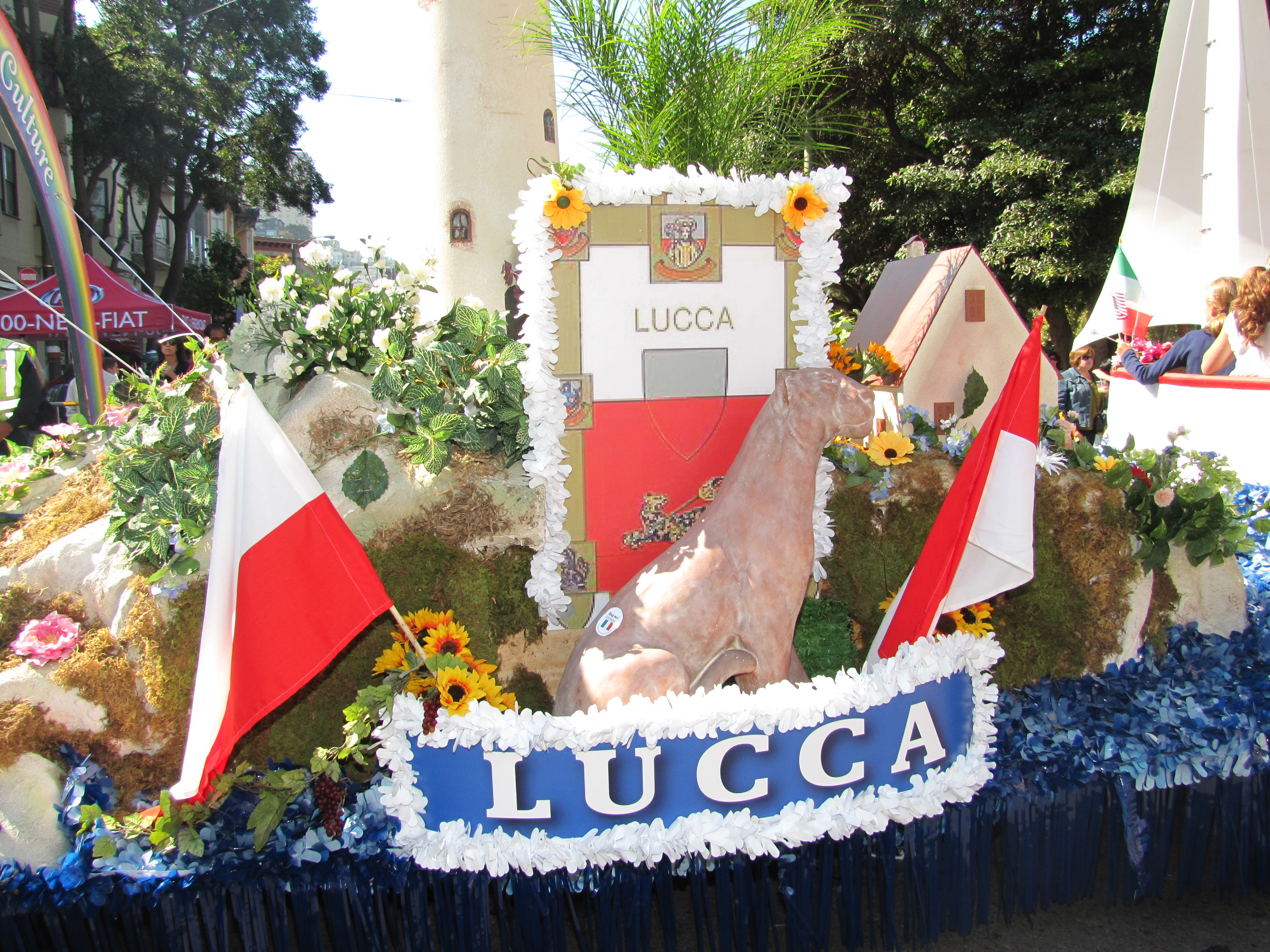
Celebrazione dellItalian Heritage Parade (ex Columbus Day) a San Francisco nel 2011

Gli italiani di San Francisco sono una storica comunità di italoamericani residenti nell'area metropolitana di San Francisco. A differenza delle comunità della East coast, gli italiani di San Francisco sono in maggioranza originari dall'Italia settentrionale, centrale e dalle isole. Secondo la National Italian American Foundation nel 2000 costituivano il 5% della popolazione cittadina. 
Storicamente risiedono a North Beach, dove ha sede la locale Little Italy. 
Il poeta italoamericano Lawrence Ferlinghetti scrisse una poesia sugli italiani di San Francisco. 

## Storia

### XIX secolo

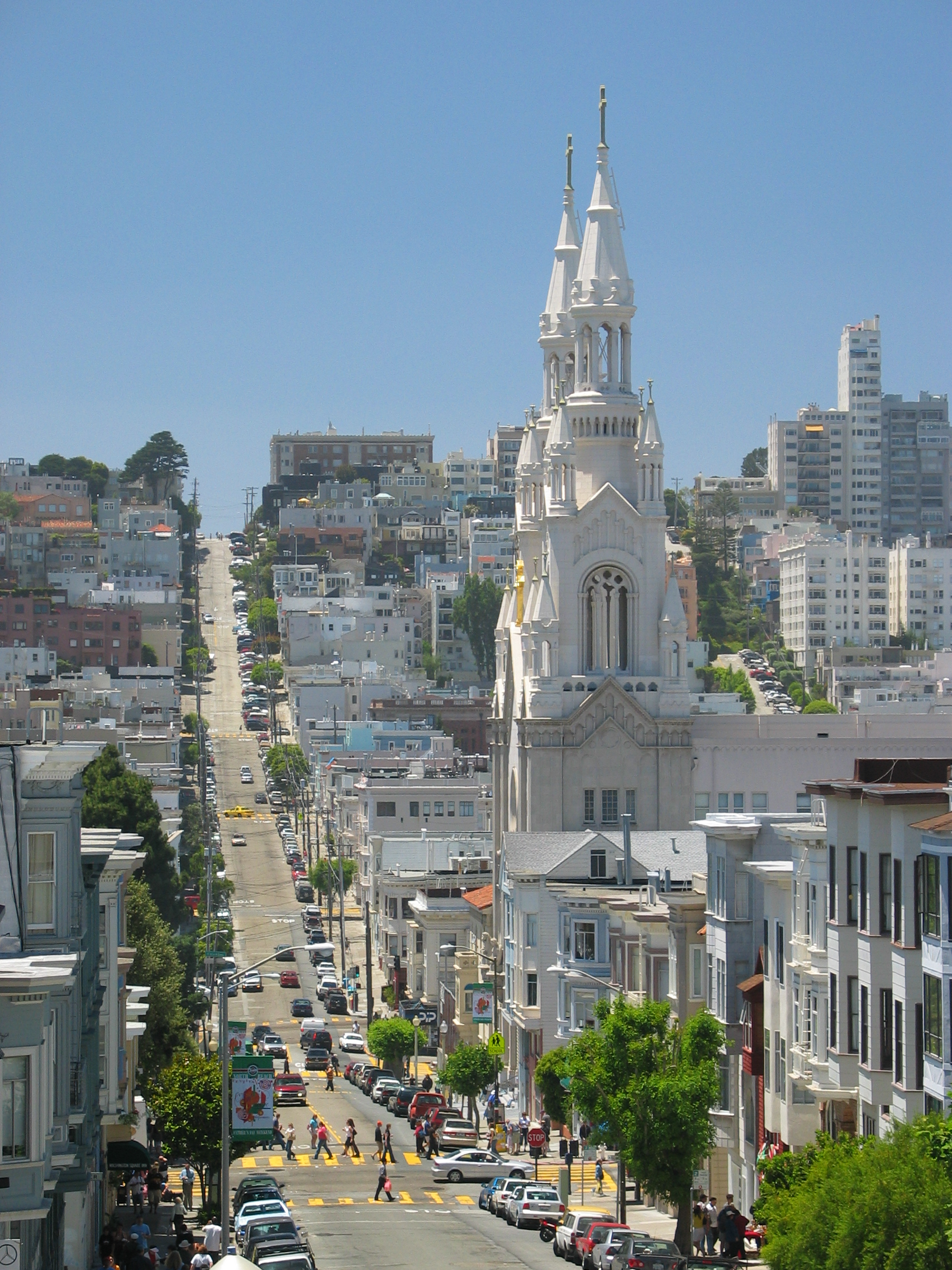
La Chiesa dei Santi Pietro e Paolo, storico punto di riferimento religioso della comunità italiana di San Francisco

Nel XIX secolo cominciò a radicarsi a San Francisco e nel resto della California una comunità italiana. Nella seconda metà dell'Ottocento si afferma negli Stati Uniti l'opera italiana e San Francisco era allora il centro lirico più importante del paese. Per questo motivo vi si stabilirono italoamericani famosi impiegati nel settore, come ad esempio Eliza Biscaccianti. 
Sempre a San Francisco fu organizzato il primo Columbus Day, nel 1869; rinominata nel 1994 Italian Heritage Parade. 
Nel 1855 il gesuita Antonio Maraschi fondò la St. Ignatius Academy che è oggi la University of San Francisco.
Nel 1858 la comunità italiana fondò la Società Italiana di Mutua Beneficenza.
Tra i pochi medici di origine italiana che esercitarono la professione nell'Ottocento e primo Novecento negli stati Uniti figura Paolo de Vecchi (morto nel 1931) a San Francisco. 
Nel 1884 fu fondata la parrocchia italiana dei SS Pietro e Paolo, la cui chiesa fu costruita solo nel 1924.

### XX secolo

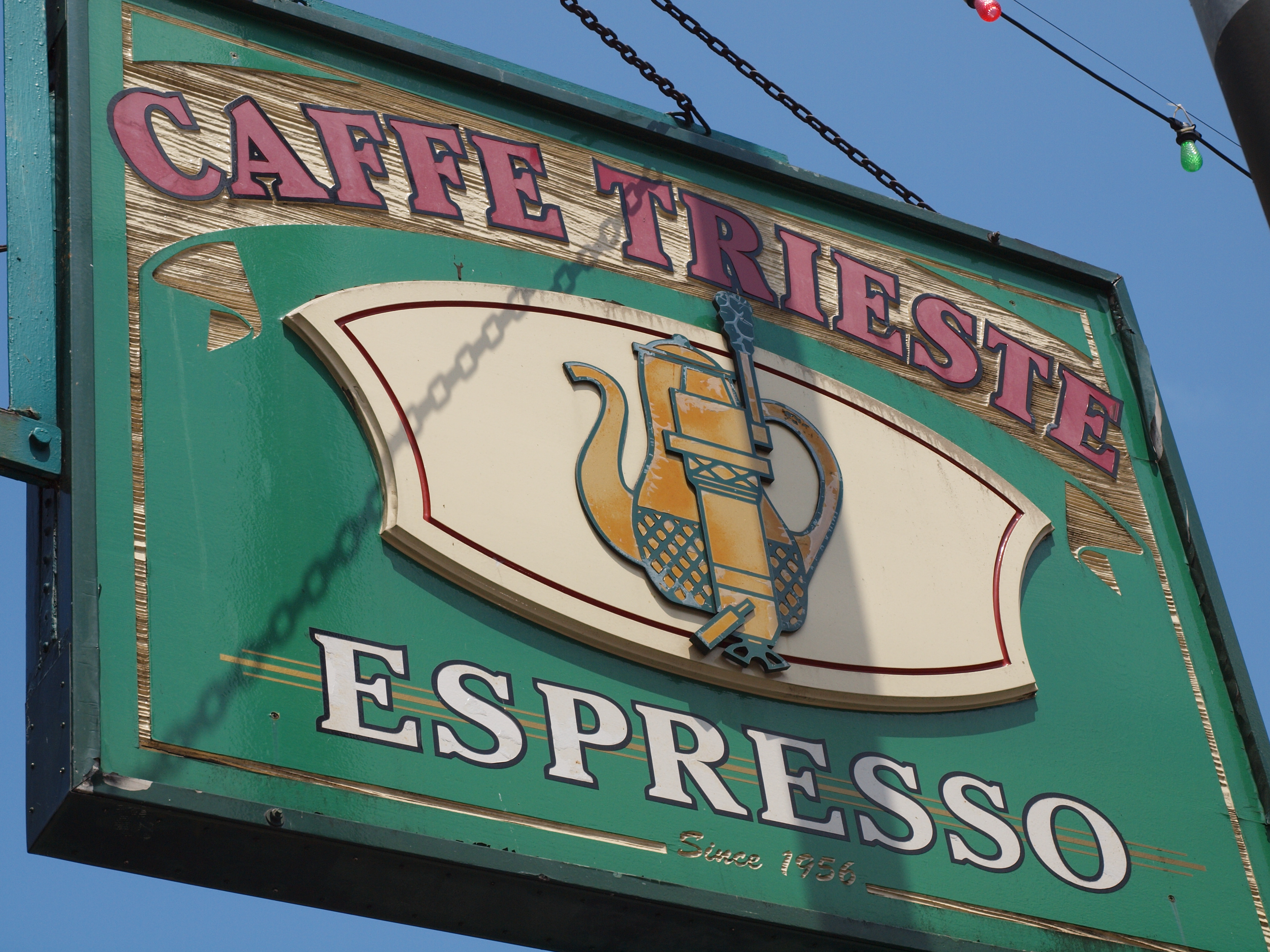
Insegna dello storico Caffè Trieste

Dopo il devastante terremoto del 1906, e la successiva ricostruzione di gran parte della città, gli italiani si trasferirono in massa nell'area di North Beach, il quale assunse il ruolo di Little Italy che ha tuttora. Nel quartiere sono presenti storiche attività italiane come il Liguria Bakery fondato nel 1911, il Caffè Trieste, fondato nel 1956 e il Caffè Vesuvio, fondato nel 1948 in uno storico edificio realizzato nel 1916 dall'architetto Italo Zanolini.
Da questo quartiere provengono alcuni famosi italoamericani, come la leggenda del baseball Joe DiMaggio, cresciuto nel quartiere e tornato a viverci per un breve periodo con la moglie Marilyn Monroe negli anni Cinquanta. 
Come nel resto del paese, anche a San Francisco si radicò a partire dagli anni '20 Cosa nostra statunitense, con la Famiglia di San Francisco.
San Francisco ebbe tre sindaci di origine italiana: Angelo Joseph Rossi (1931–44), Joseph Lawrence Alioto (1968-76) e George Moscone (1976-78). Altri celebri italiani di San Francisco furono i giocatori di baseball Frankie Crosetti e Marino Pieretti e lo scultore Peter Macchiarini.
Dopo la Seconda Guerra Mondiale, e specialmente durante la Guerra di Corea, la popolazione italoamericana continuò a trasferirsi a North Beach, Telegraph Hill e Fisherman's Wharf. Dagli anni '80, come nel resto degli Stati Uniti, la popolazione italiana ha conosciuto una rapida diminuzione a causa del crollo dell'emigrazione dall'Italia

## La comunità lucchese
La Provincia di Lucca è stata uno dei principali territori di emigrazione verso San Francisco. Sono circa 20 000 i residenti della città californiana che possono annoverare origini lucchesi, ciò ne fa la comunità italiana più numerosa della baia. Basti pensare che già dal 1874 esisteva a San Francisco una società di mutuo soccorso dei Cavalleggeri di Lucca. Il legame tra la città murata e la metropoli californiana è ancora presente, lo testimonia l'esistenza di diverse organizzazioni presenti sia in Lucchesia che oltreoceano, volte a mantenere saldi i rapporti tra le due lontane realtà.

## Religione
Principale centro di aggregazione della comunità italoamericana di San Francisco è la Chiesa dei Santi Pietro e Paolo, luogo di culto cattolico  situato al 666 di Filbert Street, amministrata dai salesiani.
Negli ultimi anni, con il declino della popolazione italiana e l'aumento di quella cinese, la chiesa è diventata anche il centro culturale e religioso più importante per la popolazione cinese-americana cattolica. Attualmente vi sono celebrate messe in italiano, cantonese e inglese e, ogni mese, in latino.

## Eventi
La Italian Heritage Parade, chiamata Columbus Day Parade fino al 1994, fu il primo Columbus Day ad essere celebrato, nel 1869. Si svolge ogni anno, ininterrottamente da quell'epoca. Il percorso parte da Fisherman's Wharf, prosegue lungo Columbus Avenue e arriva a Washington Square, di fronte alla chiesa dei Santi Pietro e Paolo.